# Drapeaux des républiques socialistes soviétiques
Les drapeaux des républiques de l'Union soviétique ont souvent évolué au cours de l'existence de celle-ci, entre 1922 et 1991. Il s'agit toutefois de variantes du drapeau de l'URSS, reprenant la couleur rouge, faucille et le marteau d'or et l'étoile rouge.

## Républiques socialistes soviétiques

### Avant la Seconde Guerre mondiale
Les républiques socialistes soviétiques sont les unités administratives de l'URSS, généralement basées sur des critères ethniques et directement subordonnées au gouvernement de la fédération. Créées entre 1922 et 1940, elles possèdent chacune un drapeau qui comportent des caractéristiques similaires à celui de celui de l'URSS, adopté en 1923 :
- le fond est systématiquement celui du drapeau rouge ;
- faucille et marteau de couleur or sont souvent présentes ;
- dans de nombreux cas, le nom de la république ou ses initiales (« УРСР » pour l'Ukraine, « РСФСР » pour la Russie, etc.) sont également représentés.

Les drapeaux peuvent évoluer : celui de l'Ouzbékistan, par exemple, change 5 fois avant 1952.
Le tableau suivant recense la dernière version de chaque drapeau avant les modifications entreprises au niveau fédéral après la Seconde Guerre mondiale.
| République              | Drapeau | Adoption          | Description |
| ----------------------- | ------- | ----------------- | --- |
| Arménie (drapeau)       |         | 1940              | Faucille et marteau, caractères « ՀՍՍՌ », initiales du nom de la république en arménien |
| Azerbaïdjan (drapeau)   |         | 1940              | Faucille et marteau, caractères « Аз ССР », abrégé du nom de la république en russe |
| Biélorussie (drapeau)   |         | 19 février 1937   | Faucille et marteau, caractères « БССР », initiales du nom de la république en biélorusse |
| Carélie (drapeau)       |         | 1940              | Faucille et marteau, nom de la république : « Karjalais-Suomalainen SNT » (finnois) et « Карело-Финская ССР » (russe)                                                                                 |
| Estonie (drapeau)       |         | 1940              | Faucille et marteau, caractères « ENSV », initiales du nom de la république en estonien |
| Géorgie (drapeau)       |         | 1937              | « საქართველოს სსრ », nom de la république en géorgien |
| Kazakhstan (drapeau)    |         | 1940              | Faucille et marteau, nom de la république : « Қазақ ССР » (kazakh) et « Казахская ССР » (russe) |
| Kirghizie (drapeau)     |         | 1940              | Nom de la république : « КЫРГЫЗ ССР » (kirghize) et « КИРГИЗСКАЯ ССР » (russe) |
| Lettonie (drapeau)      |         | 1940              | Faucille et marteau, caractères « LPSR », initiales du nom de la république en letton |
| Lituanie (drapeau)      |         | 1940              | Faucille et marteau, nom de la république en lituanien : « Lietuvos TSR » |
| Moldavie (drapeau)      |         | 10 février 1941   | Faucille et marteau, caractères « РССМ », initiales du nom de la république en moldave |
| Ouzbékistan (drapeau)   |         | 16 janvier 1941   | Nom de la république en ouzbek (Ўзбекистон ССР) et russe (Узбекская ССР) |
| Russie (drapeau)        |         | 21 janvier 1937   | Caractères « РСФСР », initiales du nom de la république en russe |
| Tadjikistan (drapeau)   |         | 28 septembre 1940 | Faucille et marteau, nom de la république : « РСС Тоҷикистон » (tadjik) et « Таджикская ССР » (russe)                                                                                                 |
| Transcaucasie (drapeau) |         | 1923              | Étoile rouge, caractères « ЗСФСР », initiales du nom de la république en russe ; la république de Transcaucasie est dissoute en 1936, remplacée par les républiques d'Arménie, Azerbaïdjan et Géorgie |
| Turkménistan (drapeau)  |         | 1940              | Caractères « ТССР », initiales du nom de la république en turkmène et en russe |
| Ukraine (drapeau)       |         | 1937              | Faucille et marteau, caractères « УРСР », initiales du nom de la république en ukrainien |

### Après la Seconde Guerre mondiale
En 1945, les républiques socialistes soviétiques de Biélorussie et d'Ukraine sont des membres fondateurs de l'Organisation des Nations unies, au même titre que l'URSS. Leurs drapeaux sont alors quasiment similaires et facilement confondus. En février 1947, sous la pression de l'ONU, le Soviet suprême de l'Union soviétique adopte une résolution, recommandant à chacune de ses républiques d'adopter un nouveau drapeau national. Des compétitions sont tenues à partir de 1949 dans les 16 républiques. L'Ukraine adopte un nouveau drapeau dès le 5 juillet 1950, la Biélorussie le 25 décembre 1951. Les autres républiques suivent entre 1952 et 1953, la Russie adoptant le sien le 9 janvier 1954.
Tous les drapeaux sont des dérivés du drapeau de l'URSS, dont ils adoptent le fond rouge et les symboles : faucille et marteau de couleur or, étoile rouge au liseré d'or (seul le drapeau de la Géorgie utilise une faucille et marteau rouge sur fond bleu). Les drapeaux se distinguent par des bandes de couleur.
Après la dislocation de l'URSS le 26 décembre 1991, seuls le Kazakhstan, le Kirghizistan, le Tadjikistan, le Turkménistan et l'Ukraine, nouvellement indépendants, conservent leur drapeau soviétique. Ceux-ci sont finalement tous remplacés par de nouveaux drapeaux dans le courant 1992.
Le tableau suivant recense les dernières versions des drapeaux des républiques soviétiques.
| République             | Drapeau | Adoption         | Description |
| ---------------------- | ------- | ---------------- | --- |
| Arménie (drapeau)      |         | 17 décembre 1952 | La bande bleue, au milieu du drapeau, rappelle celui de la première république d'Arménie |
| Azerbaïdjan (drapeau)  |         | 7 octobre 1952   | Bande bleue horizontale dans le quart inférieur du drapeau |
| Biélorussie (drapeau)  |         | 25 décembre 1951 | Bande verte horizontale dans le bas du drapeau ; sur la gauche, une bande verticale blanche sur fond rouge reproduit un motif traditionnel de routchnik                                                      |
| Carélie (drapeau)      |         | 3 mars 1953      | Bandes horizontales bleue et verte dans le bas du drapeau, symbolisant l'abondance de lacs et rivières, et de forêts ; la république est dissoute en 1956 et intégrée dans celle de Russie                   |
| Estonie (drapeau)      |         | 6 février 1953   | Bande horizontale bleue et blanche, symbolisant des vagues |
| Géorgie (drapeau)      |         | 11 avril 1951    | La faucille et le marteau rouges et l'étoile rouge sont intégrées dans un canton bleu clair, d'où part une bande bleu clair horizontale ; il s'agit du seul drapeau utilisant ces couleurs pour les symboles |
| Kazakhstan (drapeau)   |         | 24 janvier 1953  | Bande horizontale bleue dans la partie inférieure du drapeau |
| Kirghizie (drapeau)    |         | 22 décembre 1952 | Étroite bande horizontale blanche sur une bande bleue, au milieu du drapeau |
| Lettonie (drapeau)     |         | 17 janvier 1953  | Bande horizontale bleue et blanche dans le bas du drapeau, symbolisant des vagues |
| Lituanie (drapeau)     |         | 15 juillet 1953  | Fine bande blanche et bande verte épaisse dans le bas du drapeau |
| Moldavie (drapeau)     |         | 31 janvier 1952  | Bande horizontale verte traversant le milieu du drapeau |
| Ouzbékistan (drapeau)  |         | 25 août 1952     | Bande horizontale bleu clair, liserée de blanc, au milieu du drapeau |
| Russie (drapeau)       |         | 7 janvier 1954   | Bande verticale bleu clair le long de la gauche du drapeau |
| Tadjikistan (drapeau)  |         | 20 mars 1953     | Bandes horizontale verte et blanche ; les couleurs rouge, verte et blanche reprennent les couleurs couleurs paniraniennes (es)                                                                               |
| Turkménistan (drapeau) |         | 1er août 1953    | Double barre horizontale bleue au milieu du drapeau, symbolisant les rivières Amou-Daria et Syr-Daria |
| Ukraine (drapeau)      |         | 5 juillet 1950   | Bande horizontale bleu clair contre le bas du drapeau |

## Autres républiques
L'URSS comportait également des républiques autonomes (RSSA), d'un statut inférieur à celui des républiques socialistes soviétiques (RSS). La plupart utilisaient un drapeau similaire à celui de la république dont elles dépendaient. Ces drapeaux étaient peu utilisés et étaient généralement celui de leur RSS, avec le nom de la RSSA dans sa langue officielle et celle de la RSS. La galerie suivante recense les drapeaux qui s'écartent de cette règle :

Abkhazie (1921-31)
Boukhara (1920–24)
Khorezm (1920–23)
Moldavie (1925–40)
RSSA tadjike (1924–29)
Drapeau de la RSSA de Touva (1978–92)
Turkestan (1918–24)

## Influence actuelle
Après 1992, seules deux entités ont adopté des drapeaux basés sur leur drapeau soviétique :
- En 1995, la Biélorussie réintroduit un drapeau calqué sur celui de la RSS de Biélorussie, la faucille et le marteau en moins (entre 1992 et 1995, le drapeau biélorusse est blanc avec une bande horizontale rouge en son milieu).
- En 2000, la république séparatiste de Transnistrie adopte un drapeau, copie conforme de celui de la RSS moldave. La Transnistrie a unilatéralement déclaré son indépendance de la Moldavie en 1990.

Drapeau de la Biélorussie
Drapeau de la Transnistrie